# Raul Brandão Era Um Grande Escritor...
Raul Brandão Era Um Grande Escritor... (portugiesisch für: Raul Brandão war ein großer Schriftsteller...) ist ein Dokumentarfilm des portugiesischen Regisseurs João Canijo aus dem Jahr 2012.
Er entstand zur Kulturhauptstadt Europas Guimarães 2012 und geht anhand der Spuren des Schriftstellers Raul Brandão (1867–1930) im Ort Nespereira bei Guimarães den Tücken des kollektiven Gedächtnisses in Portugal nach.

## Handlung
Der Film spürt den Erinnerungen nach, die der Schriftsteller Raul Brandão in Nespereira hinterließ. Zu Wort kommen insbesondere die heutigen Bewohner des Hauses, in dem er lebte, und Bewohner des Ortes, die sich vor allem an die herrschaftliche Familie in dem Haus erinnern. Dabei verschwimmen die überlieferten Erinnerungen an den tatsächlichen Menschen mit einer allgemeinen Aberkennung der Schriftstellers.
Der Schauspieler Nuno Lopes führt als Sprecher durch den Film.

## Produktion und Rezeption
Der Film wurde von der portugiesischen Filmproduktionsgesellschaft Midas Filmes zusammen mit der Stiftung der Stadt Guimarães für die Kulturhauptstadt Europas 2012 produziert.
Seine Premiere feierte der Film am 22. April 2012 im Kino São Mamede in Guimarães, während den Veranstaltungen zur Kulturhauptstadt Europas 2012, und er wurde im gleichen Monat auch beim 9. IndieLisboa Filmfestival gezeigt.
2013 wurde er mit dem  portugiesischen Filmpreis Prémio Sophia als bester dokumentarischer Kurzfilm ausgezeichnet.